# Lercoul
Lercoul est une commune française située en haute montagne dans le département de l'Ariège, en région Occitanie. Sur le plan historique et culturel, la commune fait partie du pays de Vicdessos, formé par la vallée du Vicdessos et de ses affluents.
Exposée à un climat de montagne, elle est drainée par le ruisseau de Siguer et par divers autres petits cours d'eau. Incluse dans le parc naturel régional des Pyrénées ariégeoises.
Lercoul est une commune rurale qui compte 14 habitants en 2022, après avoir connu un pic de population de 329 habitants en 1836. Ses habitants sont appelés les Lercouliens ou Lercouliennes.

## Géographie
1. Carte dynamique
2. Carte Openstreetmap
3. Carte topographique
4. Carte avec les communes environnantes

Commune de haute montagne située dans les Pyrénées à la frontière entre l'Andorre et la France dans la vallée de Vicdessos, elle domine la vallée de Siguer mais également le village de Gestiès. Le village de Siguer est plus bas dans la vallée. Le pic de Tristagne à la frontière andorrane culmine est son point sommital à 2 878 m.
La commune se trouve dans le périmètre du parc naturel régional des Pyrénées ariégeoises.
Les communes limitrophes sont  Auzat, Illier-et-Laramade, Ordino, Siguer et Val-de-Sos.
| Val-de-Sos |                   | Illier-et-Laramade |
|            | Lercoul           | Siguer             |
| Auzat      | Ordino ( Andorre) |                    |

### Géologie et relief
La commune est située dans les Pyrénées, une chaîne montagneuse jeune, érigée durant l'ère tertiaire (il y a 40 millions d'années environ), en même temps que les Alpes. Elle est traversée par la Faille nord-pyrénéenne, qui sépare la Zone axiale pyrénéenne (ZA) ou haute chaîne primaire de la Zone nord-pyrénéenne (ZNP), au nord. Les terrains affleurants sur le territoire communal sont constitués de roches pour partie sédimentaires et pour partie métamorphiques datant pour certaines du Paléozoïque, une ère géologique qui s'étend de −541 à −252,2 Ma (millions d'années), et pour d'autres du Protérozoïque, le dernier éon du Précambrien sur l’échelle des temps géologiques. La structure détaillée des couches affleurantes est décrite dans les feuilles « n°1087 - Vicdessos » et « n°1093 - Fontargente » de la carte géologique harmonisée au 1/50 000ème du département de l'Ariège, et leurs notices associées,.
La superficie cadastrale de la commune publiée par l’Insee, qui sert de références dans toutes les statistiques, est de 19,01 km2,. La superficie géographique, issue de la BD Topo, composante du Référentiel à grande échelle produit par l'IGN, est quant à elle de 19,43 km2. Son relief est particulièrement escarpé puisque la dénivelée maximale atteint 2 052 mètres. L'altitude du territoire varie entre 826 m et 2 878 m.

### Hydrographie

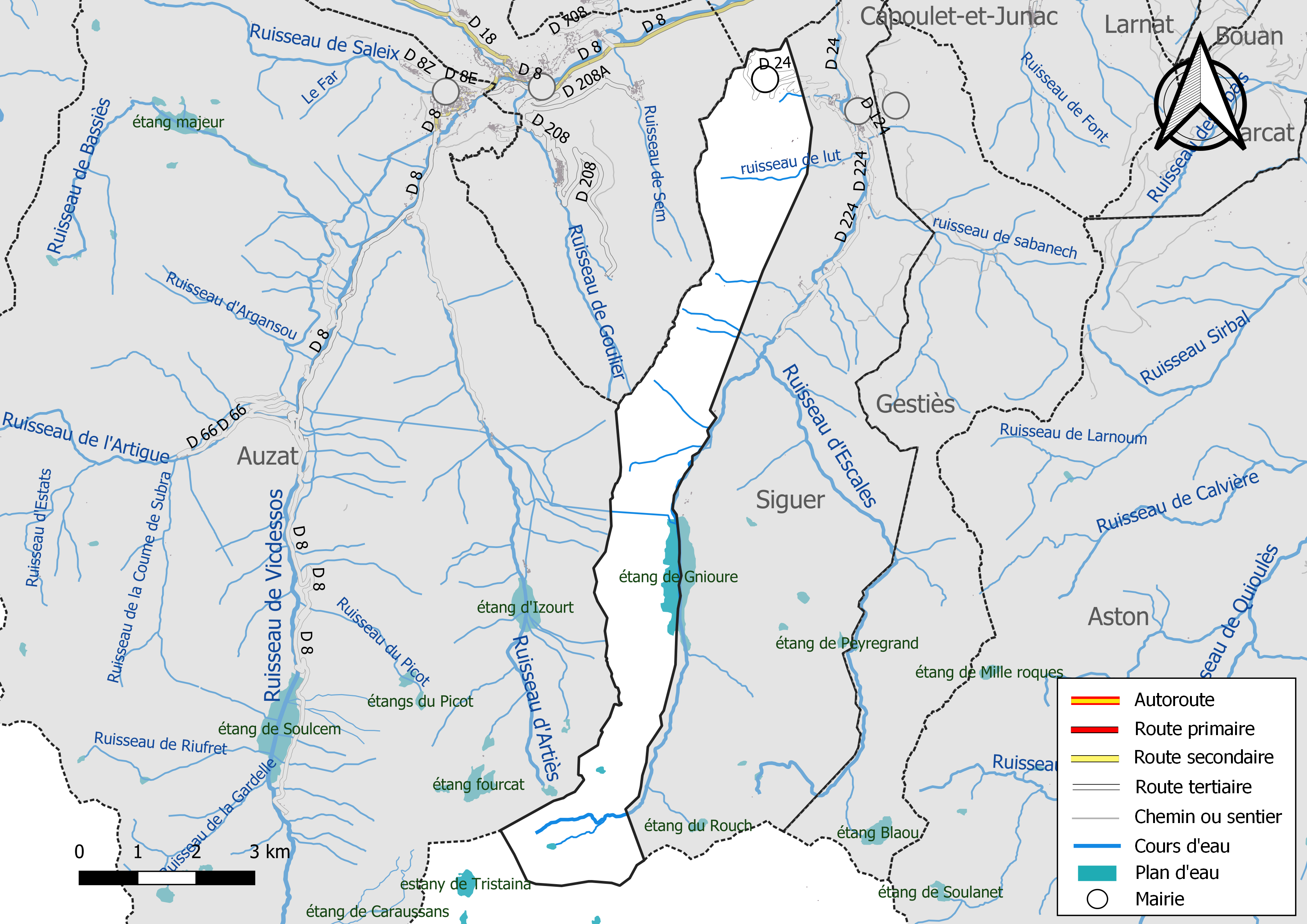
Réseaux hydrographique et routier de Lercoul.

La commune est dans le bassin versant de la Garonne, au sein du bassin hydrographique Adour-Garonne. Elle est drainée par le ruisseau de Siguer, un bras du Gnioure, Rec d'en Guis, le ruisseau de Lascours, le ruisseau de lut, le ruisseau de Mouscadou et par divers petits cours d'eau, constituant un réseau hydrographique de 14 km de longueur totale,.
Le ruisseau de Siguer, d'une longueur totale de 18,6 km, prend sa source dans la commune de Lercoul et s'écoule du sud vers le nord. Il traverse la commune et se jette dans le ruisseau de Vicdessos à Capoulet-et-Junac, après avoir traversé 4 communes.

### Climat
Pour des articles plus généraux, voir Climat de l'Occitanie et Climat de l'Ariège.
En 2010, le climat de la commune est de type climat de montagne, selon une étude s'appuyant sur une série de données couvrant la période 1971-2000. En 2020, Météo-France publie une typologie des climats de la France métropolitaine dans laquelle la commune est exposée à un climat de montagne et est dans la région climatique Pyrénées centrales, caractérisée par une pluviométrie annuelle de 1 000 à 1 200 mm.
Pour la période 1971-2000, la température annuelle moyenne est de 9,8 °C, avec une amplitude thermique annuelle de 14,6 °C. Le cumul annuel moyen de précipitations est de 1 220 mm, avec 9,7 jours de précipitations en janvier et 8 jours en juillet. Pour la période 1991-2020, la température moyenne annuelle observée sur la station météorologique la plus proche, située sur la commune de Val-de-Sos à 4 km à vol d'oiseau, est de 11,1 °C et le cumul annuel moyen de précipitations est de 1 175,9 mm,. Pour l'avenir, les paramètres climatiques de la commune estimés pour 2050 selon différents scénarios d'émission de gaz à effet de serre sont consultables sur un site dédié publié par Météo-France en novembre 2022.

## Urbanisme

### Typologie
Au 1er janvier 2024, Lercoul est catégorisée commune rurale à habitat très dispersé, selon la nouvelle grille communale de densité à 7 niveaux définie par l'Insee en 2022.
Elle est située hors unité urbaine et hors attraction des villes,.

### Occupation des sols
L'occupation des sols de la commune, telle qu'elle ressort de la base de données européenne d’occupation biophysique des sols Corine Land Cover (CLC), est marquée par l'importance des forêts et milieux semi-naturels (97,5 % en 2018), une proportion identique à celle de 1990 (97,5 %). La répartition détaillée en 2018 est la suivante : 
espaces ouverts, sans ou avec peu de végétation (44,1 %), milieux à végétation arbustive et/ou herbacée (31,1 %), forêts (22,2 %), eaux continentales (2,5 %). L'évolution de l’occupation des sols de la commune et de ses infrastructures peut être observée sur les différentes représentations cartographiques du territoire : la carte de Cassini (XVIIIe siècle), la carte d'état-major (1820-1866) et les cartes ou photos aériennes de l'IGN pour la période actuelle (1950 à aujourd'hui).

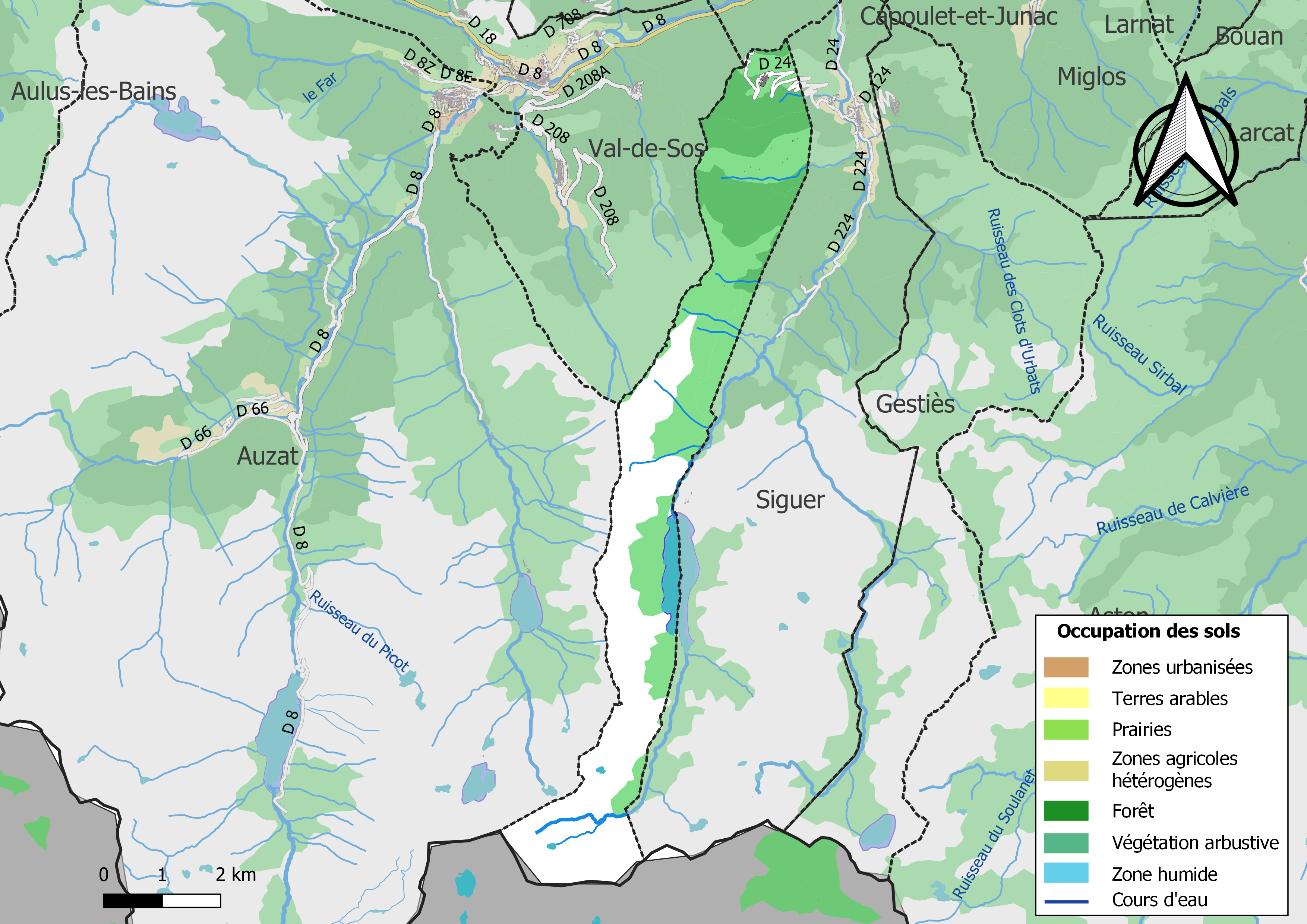
Carte des infrastructures et de l'occupation des sols de la commune en 2018 (CLC).

### Risques majeurs
Le territoire de la commune de Lercoul est vulnérable à différents aléas naturels : inondations, climatiques (grand froid ou canicule), feux de forêts, mouvements de terrains, avalanche  et séisme (sismicité moyenne). Il est également exposé à un risque technologique,  la rupture d'un barrage, et un risque particulier, le risque radon,.

#### Risques naturels

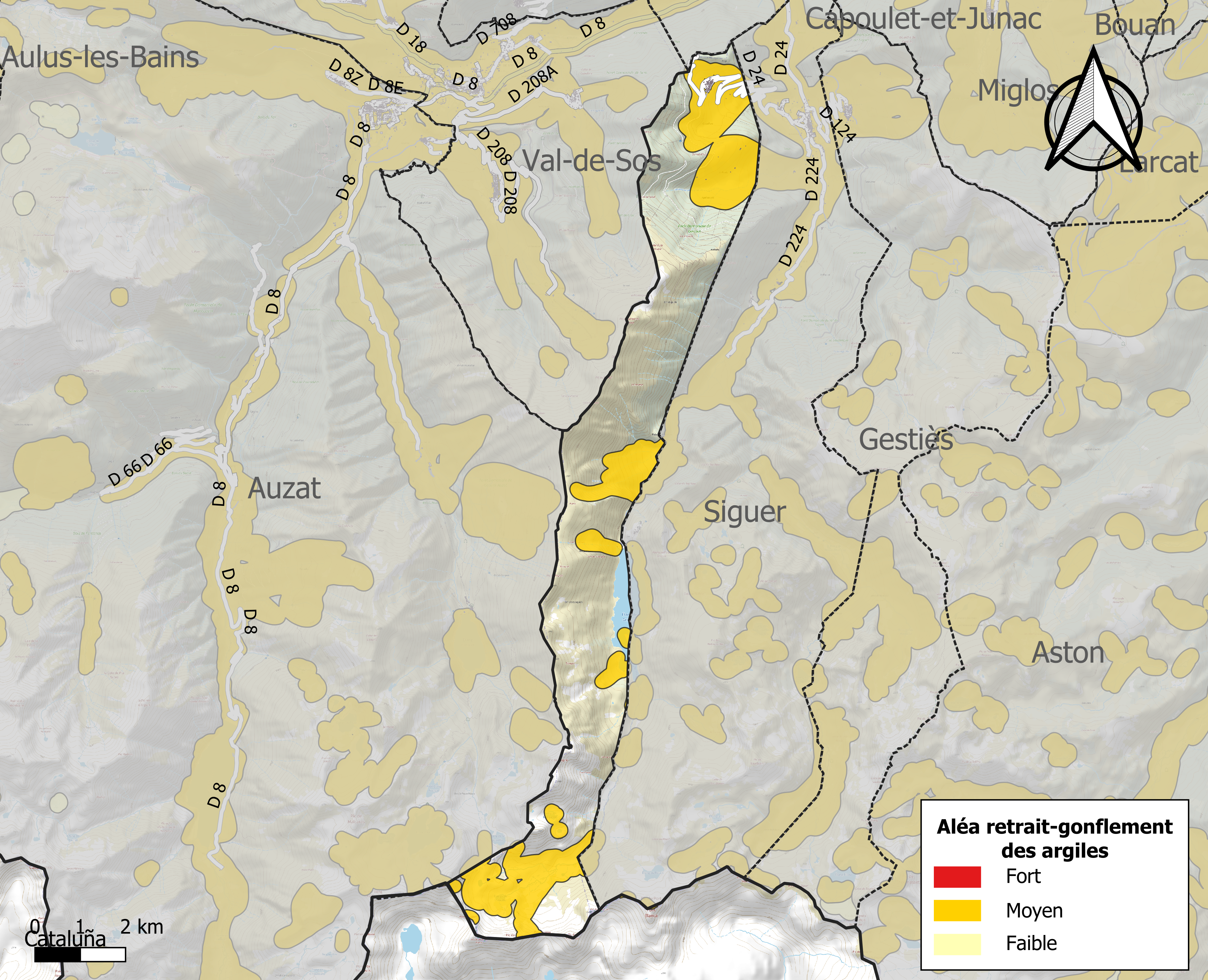
Zonage de l'aléa retrait-gonflement des argiles sur la commune de Lercoul.

Certaines parties du territoire communal sont susceptibles d’être affectées par le risque d’inondation par crue torrentielle d'un cours d'eau, ou ruissellement d'un versant.
Les mouvements de terrains susceptibles de se produire sur la commune sont soit des chutes de blocs, soit des glissements de terrains. Les mouvements liés au retrait-gonflement des argiles représentent un aléas moyen. L'inventaire national des cavités souterraines n'en fait apparaitre aucune sur la commune.

#### Risques technologiques
Dans le département de l’Ariège on dénombre cinq grands barrages susceptibles d’occasionner des dégâts en cas de rupture. La commune fait partie des 80 communes susceptibles d’être touchées par l’onde de submersion consécutive à la rupture d’un de ces barrages. Sur son territoire est en effet implanté le barrage de Gnioure, faisant l'objet d'un PPI.

#### Risque particulier
Dans plusieurs parties du territoire national, le radon, accumulé dans certains logements ou autres locaux, peut constituer une source significative d’exposition de la population aux rayonnements ionisants. Toutes les communes du département sont concernées par le risque radon à un niveau plus ou moins élevé. Selon la classification de 2018, la commune de Lercoul est classée en zone 3, à savoir zone à potentiel radon significatif qui est le risque le plus élevé.

## Histoire
Les premières traces humaines permanentes et identifiées datent du IIIe siècle de notre ère (fouille de Claude Dubois sur les bas fourneaux de Lercoul) et du VIe siècle sur les lieux d’une charbonnière. En 1182, le texte le plus ancien connu fait état de Lercoul sous le nom d’Erlicol. Ce document situe le bourg dans la seigneurie de Quié. À la fin du XIIIe siècle, lors de la guerre entre Foix et le Roi de France, « Lorcono » est partie intégrante des possessions du Comte de Foix qui en 1335 en fait donation à Raimon de Vonc, seigneur de Junac. À la fin du XIVe siècle en 1390, sous le nom de « Lhercol », le bourg aligne 14 feux permanents. En 1450, « Lhercol » est toujours partie intégrante de la châtellenie de Quié.
Il faut attendre la Révolution pour qu’en 1793, Lercoul devienne une commune à part entière (auparavant elle était rattachée à la paroisse de Siguer). La vie agricole rythmait les activités des habitants. Elles étaient axées principalement vers l’agriculture de subsistances, l’élevage, le commerce par le Port de Siguer, l’exploitation des ardoisières, du charbon de bois et le travail dans la mine de fer de Rancié située entre Lercoul et Sem. Ces activités, comme la démographie du reste, se sont éteintes progressivement au début du XXe siècle.

## Politique et administration

### Découpage territorial
La commune de Lercoul est membre de la communauté de communes de la Haute Ariège, un établissement public de coopération intercommunale (EPCI) à fiscalité propre créé le 27 septembre 2016 dont le siège est à Luzenac. Ce dernier est par ailleurs membre d'autres groupements intercommunaux.
Sur le plan administratif, elle est rattachée à l'arrondissement de Foix, au département de l'Ariège, en tant que circonscription administrative de l'État, et à la région Occitanie.
Sur le plan électoral, elle dépend du canton du Sabarthès pour l'élection des conseillers départementaux, depuis le redécoupage cantonal de 2014 entré en vigueur en 2015, et de la première circonscription de l'Ariège  pour les élections législatives, depuis le redécoupage électoral de 1986.

### Liste des maires
| Période   | Période          | Identité              | Étiquette | Qualité                           |
| --------- | ---------------- | --------------------- | --------- | --------------------------------- |
| mars 1983 | 1995             | Jean Augé             | PS        |                                   |
| mars 1995 | 2001             | Noël Augé             | SE        |                                   |
| mars 2001 | 2008             | Jean-Pierre Cuminetti | SE        | Trésorier payeur du Trésor Public |
| 2008      | 2020 (démission) | Gérard Galy           | PS        | Retraité. Ancien ouvrier AZF      |
| mai 2020  | En cours         | François Lafon        | LFI       | Maître de conférences             |

## Démographie
L'évolution du nombre d'habitants est connue à travers les recensements de la population effectués dans la commune depuis 1800. Pour les communes de moins de 10 000 habitants, une enquête de recensement portant sur toute la population est réalisée tous les cinq ans, les populations de référence des années intermédiaires étant quant à elles estimées par interpolation ou extrapolation. Pour la commune, le premier recensement exhaustif entrant dans le cadre du nouveau dispositif a été réalisé en 2004.

En 2022, la commune comptait 14 habitants, en évolution de −44 % par rapport à 2016 (Ariège : +1,48 %, France hors Mayotte : +2,11 %).
| 1800 | 1806 | 1821 | 1831 | 1836 | 1841 | 1846 | 1851 | 1856 |
| ---- | ---- | ---- | ---- | ---- | ---- | ---- | ---- | ---- |
| 200  | 265  | 254  | 312  | 329  | 310  | 301  | 293  | 247  |

| 1861 | 1866 | 1872 | 1876 | 1881 | 1886 | 1891 | 1896 | 1901 |
| ---- | ---- | ---- | ---- | ---- | ---- | ---- | ---- | ---- |
| 269  | 274  | 281  | 315  | 293  | 279  | 270  | 254  | 221  |

| 1906 | 1911 | 1921 | 1926 | 1931 | 1936 | 1946 | 1954 | 1962 |
| ---- | ---- | ---- | ---- | ---- | ---- | ---- | ---- | ---- |
| 188  | 178  | 142  | 118  | 99   | 82   | 51   | 29   | 13   |

| 1968 | 1975 | 1982 | 1990 | 1999 | 2004 | 2006 | 2009 | 2014 |
| ---- | ---- | ---- | ---- | ---- | ---- | ---- | ---- | ---- |
| 8    | 5    | 19   | 21   | 18   | 31   | 34   | 23   | 26   |

| 2019 | 2022 | - | - | - | - | - | - | - |
| ---- | ---- | - | - | - | - | - | - | - |
| 16   | 14   | - | - | - | - | - | - | - |

En 1876, le village comptait 315 habitants. Le ralentissement économique puis la disparition des mines de fer du Rancié après 20 siècles d'exploitation entrainera le déclin démographique de Lercoul. Les dernières ardoisières ne feront que ralentir ce processus de désertification. L'étiage est atteint en 1975 avec 5 habitants.  Le nombre d'habitants permanents est toutefois de 4 personnes actuellement pour une population officielle de 14.

## Économie locale
Les anciennes mines de fer du Rancié de Sem et les ardoisières de Siguer comme l'agriculture ont constitué les principales activités économiques de ce village au XIXe siècle et au début du XXe siècle. Depuis la fin des années 1960, il n'y avait plus d'agriculteur à demeure à Lercoul. Les montagnes du village sont aussi louées à un agriculteur qui élève un troupeau de vaches et un autre de moutons de race locale tarasconnaise (près de 500 têtes pour les deux troupeaux). Ces élevages sont en mode extensif de type traditionnel. Quelques services à la personne sont disponibles, principalement l'été.
Un apiculteur a installé des ruches sur le territoire de la commune.

## Vie locale

### Santé
Une maison médicale fonctionne sur Vicdessos. La commune dispose d'un défibrillateur cardiaque situé à proximité du Monument aux morts.

### Fête locale
La fête locale a lieu le premier dimanche d'août sur trois jours. Elle ne correspond pas à la date du Saint patron du village (saint Martin dont on trouve une très originale représentation sur le retable de l'église) mais reste une animation estivale regroupant les anciens et les nouveaux Lercouliens.
À cette occasion et toute l'année, sont proposées de multiples activités qui rassemblent toutes les générations de résidents secondaires : concours de pétanque et de belote, jeux organisés pour les enfants, repas et soirées dansantes, conteurs, concerts, pêche à la truite...

### Randonnée
Le sentier de grande randonnée 10 (GR 10), qui traverse la chaîne des Pyrénées d'une extrémité à l'autre, reliant la mer à l'océan par la montagne, passe à Lercoul. Il n'y a pas de structure d'accueil dans le village ni point de ravitaillement, une fontaine au centre du village permet de se désaltérer.
Lercoul est bien situé pour les départs de randonnées qui permettent en quelques heures de rejoindre la Pique d'Endron, promontoire avancé, qui offre une vue panoramique sur les autres sommets et la vallée. Les lacs d'Izourt et de Gnioure sont également accessibles pour des randonneurs confirmés. La faune et la flore ariégeoises constituent une attraction pour les passionnés et les amateurs de plantes et d'animaux sauvages comme le vautour, l'aigle royal, l'isard, le bouquetin ibérique (réintroduit en 2014) les cerfs et biches et même l'ours. Le promeneur attentif pourra observer, sans les toucher, des orchidées endémiques. L'hiver, la raquette, le ski de fond comme les balades sur les chemins enneigés offrent des possibilités de découverte des traces de la faune locale.

## Lieux et monuments
- Pique d'Endron
- Pic de Tristagne
- GR 10
- Église Saint-Martin
- Port de l'Albeille (2 601 m) est un col pédestre transfrontalier permettant de se rendre sur la paroisse d'Ordino en Andorre.

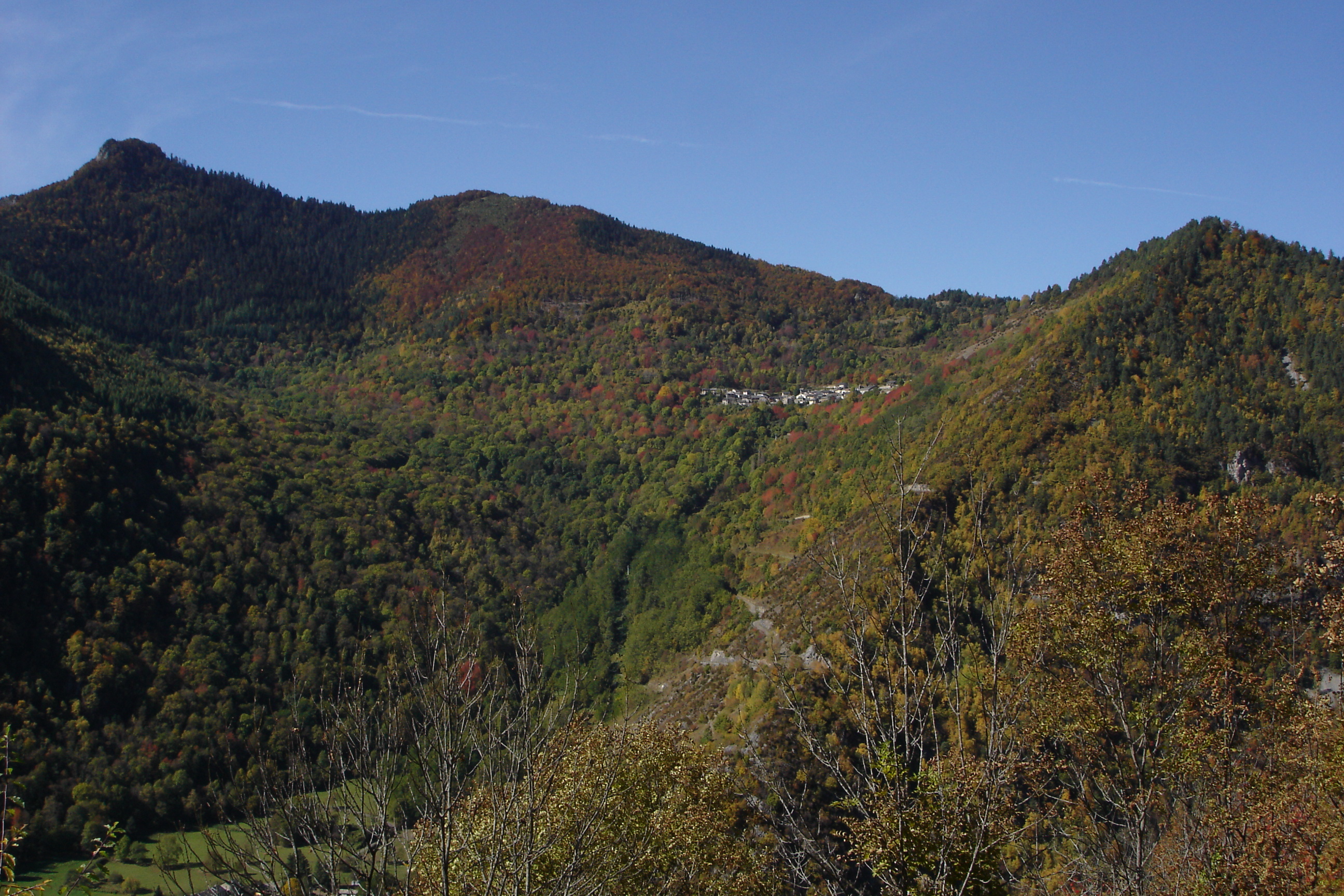
Lercoul, vue générale.
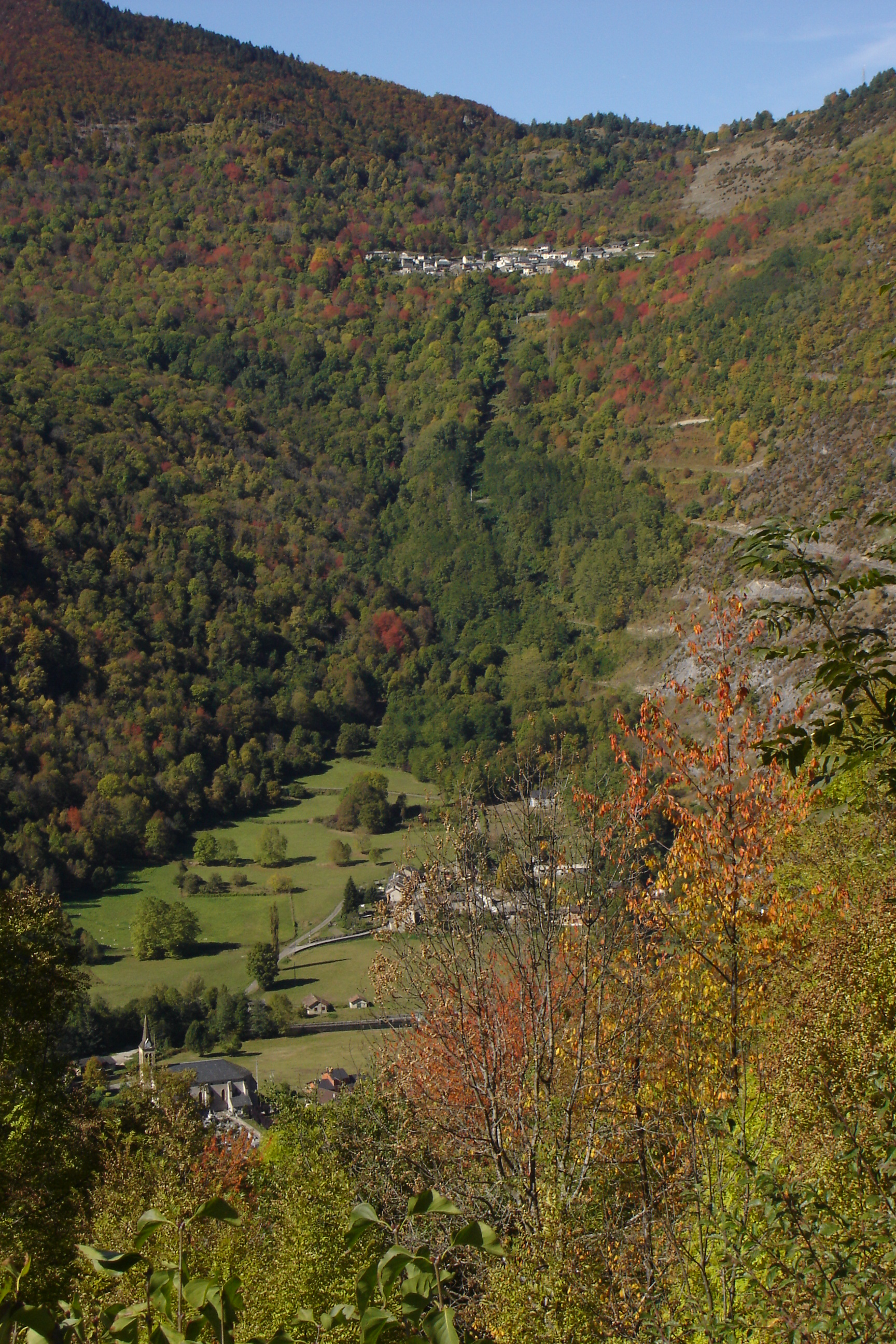
Au fond, le village perché de Lercoul.
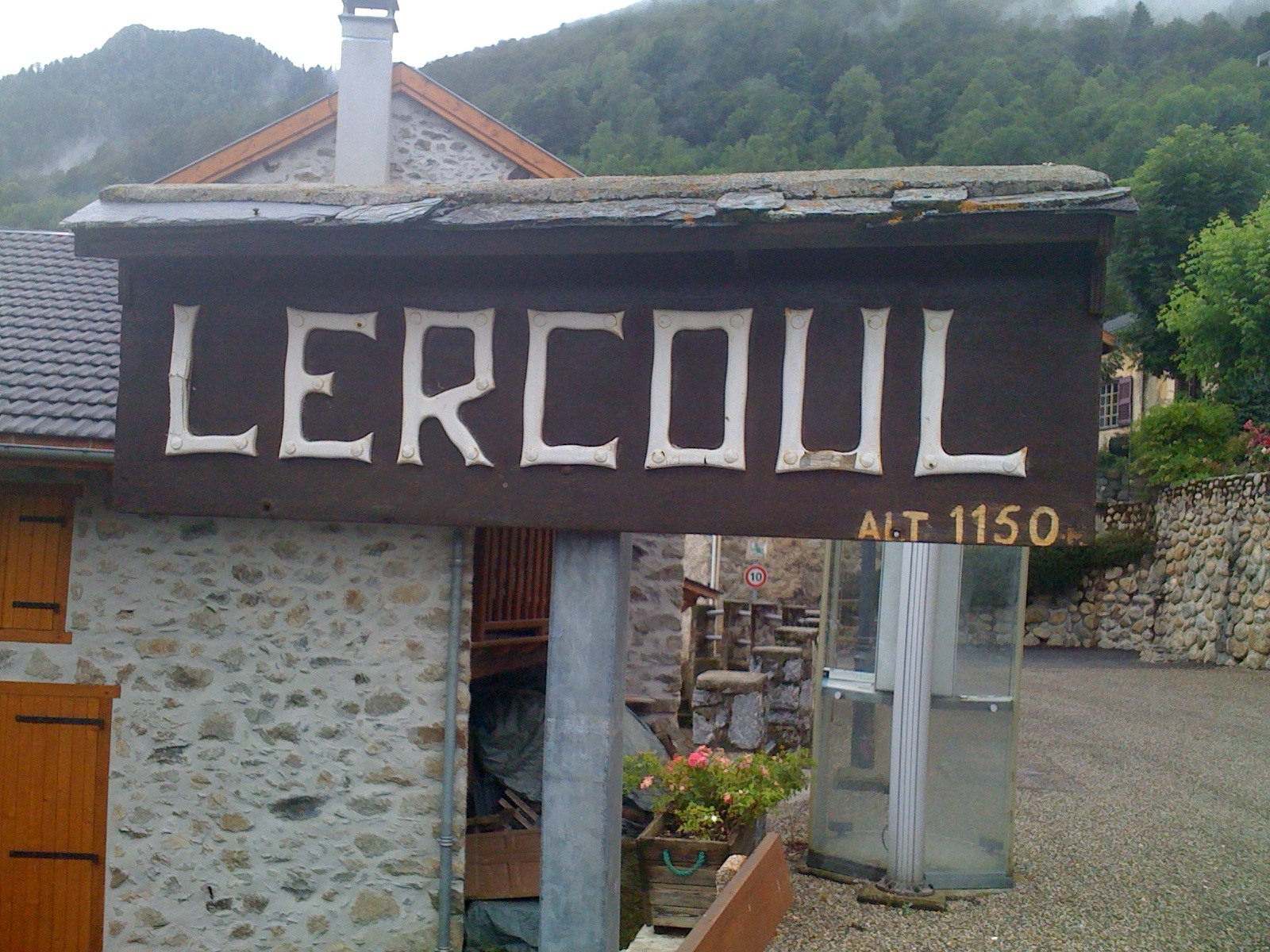
Lercoul (1 150 m).
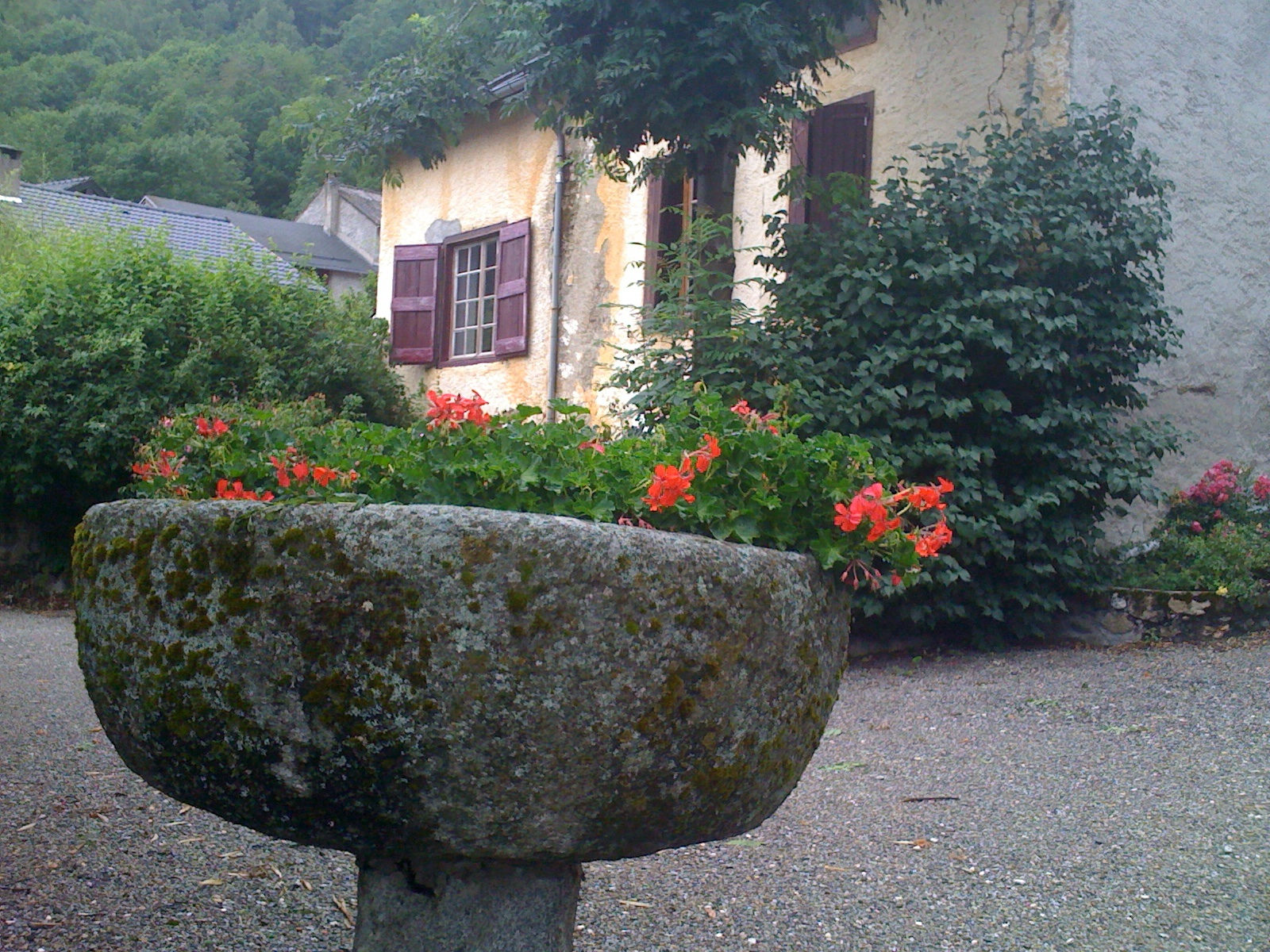
Lercoul en fleurs.
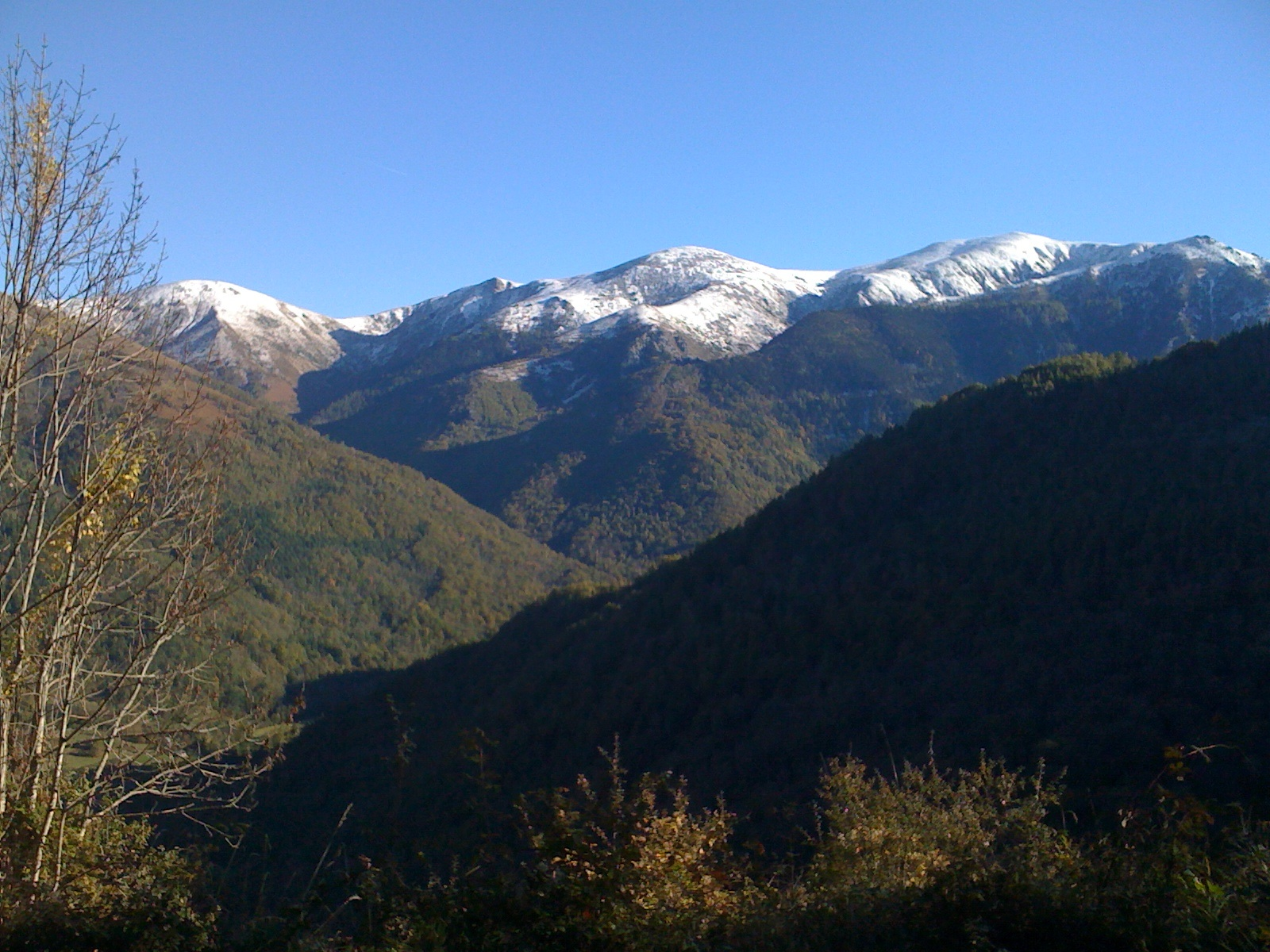
Paysage de montagne vue de Lercoul.
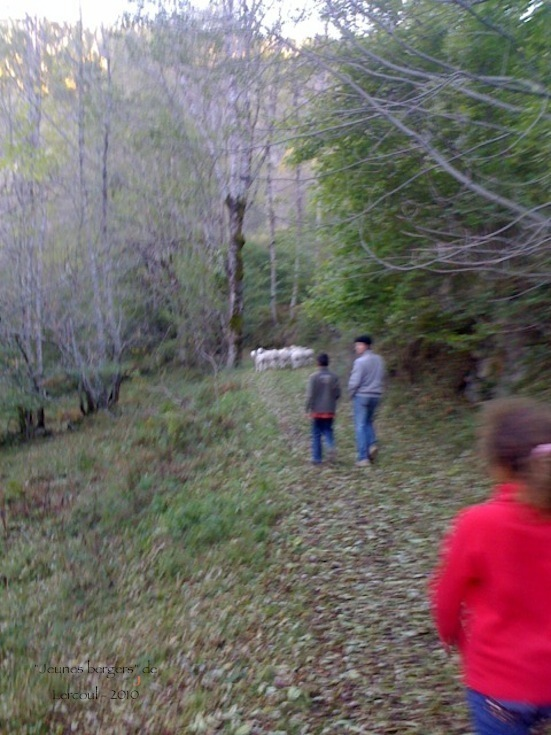
« Jeunes bergers » de Lercoul.
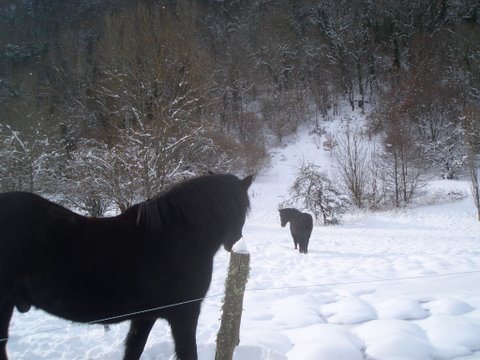
Mérens en hiver.
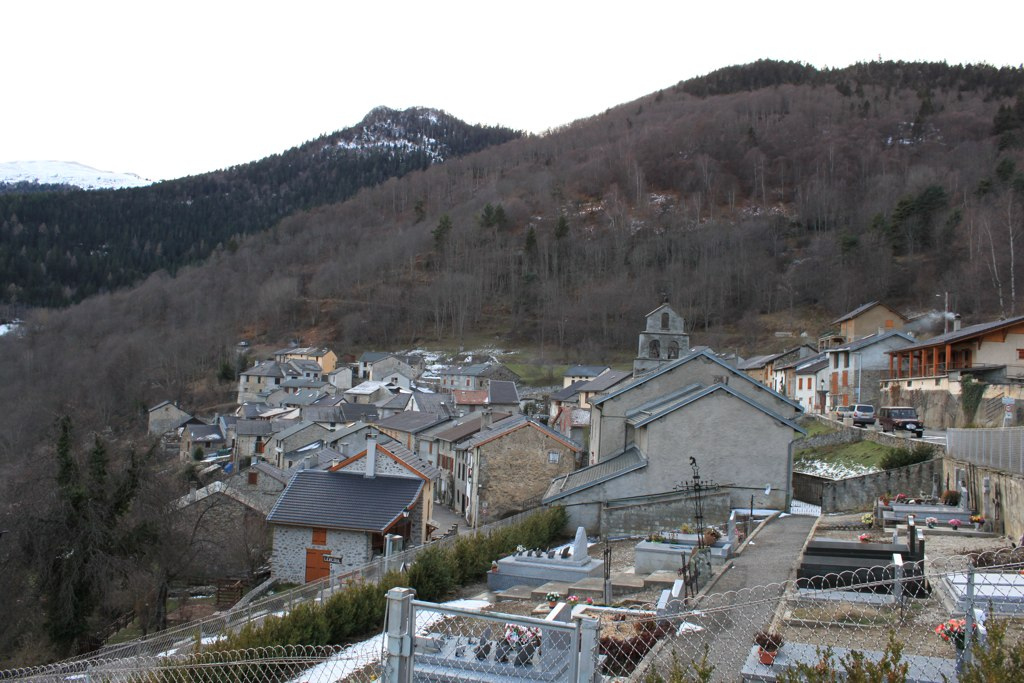
Lercoul - vue générale.
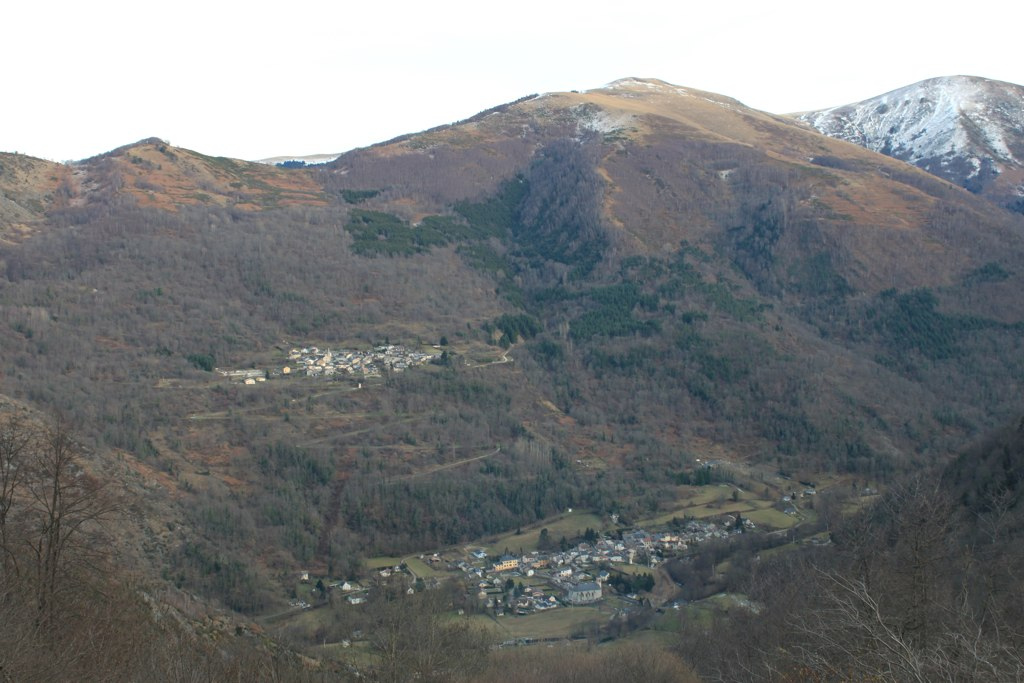
La vallée du Siguer vue de Lercoul. En face, Gestiès et en bas, le village de Siguer.
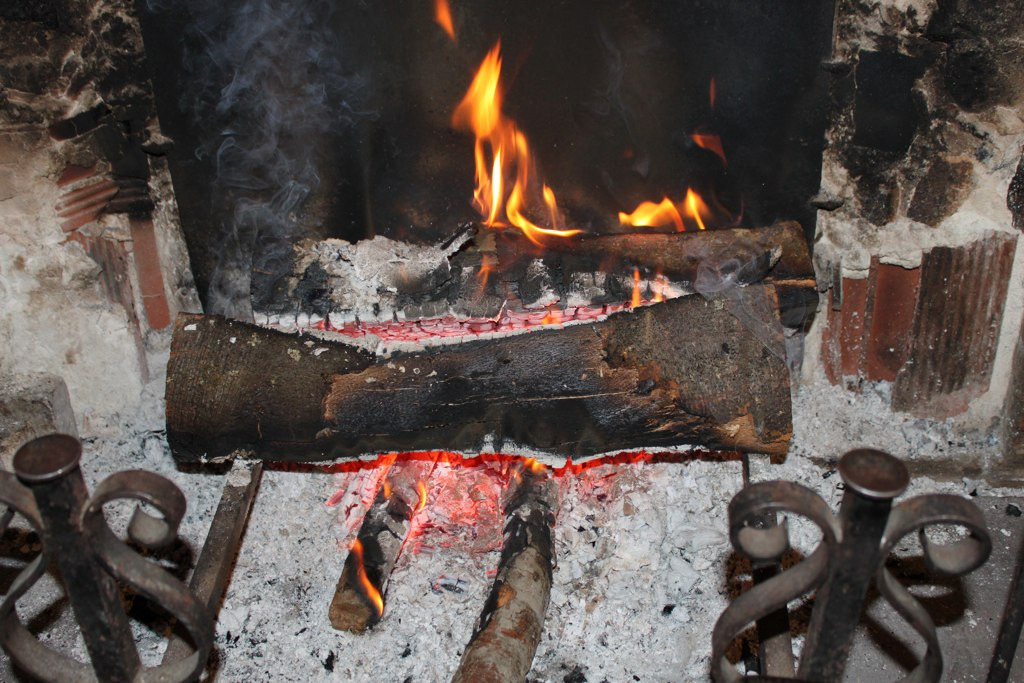
Cheminée en hiver.
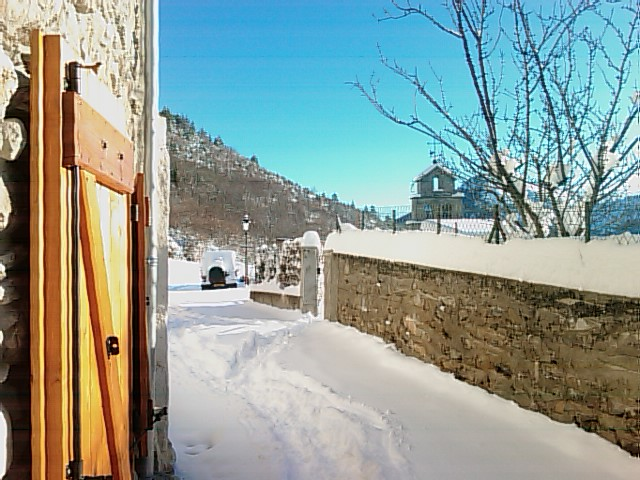
Lercoul sous la neige.

## Personnalités liées à la commune
- Florence Parly, Secrétaire d'État au Budget du gouvernement Jospin nommée le 3 janvier 2000. Le 21 juin 2017, elle est nommée Ministre des Armées du gouvernement Philippe II et reconduite dans le gouvernement du premier ministre Jean Castex le 3 juillet 2020.
- Aline Pailler, née en 1955, journaliste à Radio-France et ex-députée européenne (Gauche unitaire européenne/Gauche verte nordique GUE/NGL).

## Pour approfondir